# Ligne de tramway 2 (SNCV Groupe d'Itegem)
 (janvier 2022).
Pour les articles homonymes, voir Ligne 2.
La ligne 2 est une ancienne ligne du tramway de Malines de la Société nationale des chemins de fer vicinaux (SNCV) qui reliait la gare de Malines au quartier du Pasburg entre 1913 et 1953.

## Histoire
Tableaux : 1931 282
18 novembre 1913 : mise en service en traction électrique entre la gare de Malines et Malines Nekkerspoel, section Malines Gare - Malines Grand Place commune avec la ligne 1, section nouvelle Malines Grand Place - Malines Nekkerspoel (capital 184); écartement du Cap (1 067 mm); exploitation par la Kempische Stoomtram Maatschappij (KSM) (« Société du tramway à vapeur de la Campine »).
1919 : mise à l'écartement métrique (1 000 mm).
1920 : reprise de l'exploitation par la SNCV.
1915 : prolongement à Malines Pasbrug par électrification depuis Malines Nekkerspoel de la section de la ligne Malines - Turnhout (capital 12).
28 février 1953 : suppression.